# Phoradendron steinbachii
Phoradendron steinbachii är en sandelträdsväxtart som beskrevs av Kuijt. Phoradendron steinbachii ingår i släktet Phoradendron och familjen sandelträdsväxter. Inga underarter finns listade i Catalogue of Life.